# 2091 Sampo
2091 Sampo este un asteroid din centura principală, descoperit pe 26 aprilie 1941, de Yrjö Väisälä.